# Blauer Montag
Der blaue Montag ist eine Bezeichnung für den arbeitsfreien Montag. Blaumachen steht umgangssprachlich für Müßiggang im Allgemeinen oder Absentismus im Berufsleben.

## Geschichte
Traditionell war es in vielen Klein- und Handwerksbetrieben üblich, am Montag nur „mit halber Kraft“ zu arbeiten. Dieser Brauch ist in den vergangenen Jahren aber immer weiter zurückgedrängt worden. Eine Erklärung des Ausdrucks bezieht sich auf die Sitte, an Montagen in der Fastenzeit die Kirchen mit blauem oder violettem Tuch zu schmücken. Die Arbeitsfreiheit des Fastenmontags wurde bald auf die anderen Montage des Jahres, oft nach Feiertagen, ausgedehnt.
- "Im späten MA. und z. T. bis in die Neuzeit hinein hatten die Handwerksgesellen den Anspruch, am Montag oder wenigstens an bestimmten Montagen nicht für ihren Meister zu arbeiten, diesen Tag vielmehr für eigene Arbeit frei zu lassen; das hieß 'Montag halten'. Der Tag wurde als 'guter Montag', seit der Mitte des 17. Jh. als 'blauer Montag' bezeichnet." (Lutz Röhrich)
- um 1510, im Volksbuch Till Eulenspiegel beschreibt die 49. Historie, wie Eulenspiegel an einem Feiertag Wolle schlug, weil der Tuchmacher ihm verboten hatte, am Montag zu feiern.[1]
- 1520 befahl Herzog Georg der Bärtige von Sachsen, „dass kein Handwerker guten Montag halten, ihm auch in der Woche kein Feiertag verlohnt werden sollte“.
- 1531 erneuerte er das Verbot, da sich niemand daran hielt.
- 1726 veranlasste das Verbot des Blauen Montags in Augsburg einen Aufstand der Schuhknechte, auch die Gesellen in anderen Städten (z. B. in Dresden) wurden aufgefordert, sich anzuschließen.
- 1731 wurde ein Reichstagsedikt mit einem Verbot erlassen, das 1764 und 1771 erneuert wurde.
- 1794 wird im Allgemeinen Landrecht für die Preußischen Staaten Gesellen untersagt, am „blauen Montag“ der Arbeit fernzubleiben, „nur an Sonn- und solchen Festtagen deren Feyer nach den Gesetzen des Staates verordnet ist, mag er die Arbeit unterlassen“.[2]
- 1810 werden in Sachsen alle Versammlungen der Gesellen verboten, ebenso „das Feyern der sogenannten guten oder blauen Montage“.[2]

### Bräuche
Auf den Brauch geht das Sprichwort Montag blau, Dienstag Hunger zurück. Im Friseurhandwerk sowie vielfach in der Gastronomie ist es auch heute noch üblich, das Geschäft nach dem arbeitsreichen Wochenende am Montag geschlossen zu halten. Ebenso haben die meisten Museen montags geschlossen. In der DDR waren die Bäckereien grundsätzlich montags geschlossen, als Ausgleich für den Samstag, an dem sie geöffnet hatten.

## Blaumachen
Die Herkunft der Redewendung blaumachen in der Bedeutung „seiner Arbeit nicht nachgehen, der Arbeit oder Schule ohne triftigen Grund fernbleiben“ ist nicht gesichert. Es existieren unterschiedliche Hypothesen:
- Die Redewendung sei entstanden aus dem Ausdruck blauer Montag. Ursprünglich der Montag vor Aschermittwoch, so benannt nach der liturgischen Farbe der Altarbehängung in den Kirchen. Später übernommen für den arbeitsfreien Montag der Handwerker: „blauen Montag machen“ hätte sich demnach erweitert zu der Bedeutung „nicht arbeiten, der Arbeit fernbleiben“[4][5]
- Sie sei entstanden unter Vermittlung des Rotwelschen aus Jiddisch belo „ohne“. Demnach wäre ein aus belo entstandenes rotwelsches lo, lau (wie in der Redensart für lau „für nichts, kostenlos“) in der verstärkenden Form welo, welau („sehr schlecht, sehr böse, sehr schlimm, gar nichts, überhaupt nichts“) zu „blau“ geworden und so als – zwar nicht belegter, aber postulierter – rotwelscher Ausdruck blau machen im Sinne von „nichts tun“ in die allgemeine Umgangssprache übernommen worden.[6]
- In einer von der Sprachwissenschaft nicht vertretenen Erklärungsweise wird angenommen, die Redewendung wäre aus der Praxis des Färberwesens entstanden, speziell der Indigo- oder Waidfärber, die die gefärbten Stoffe in einer letzten Phase des Färbevorgangs an der Luft trocknen lassen, wobei erst in dieser Phase durch Oxidation die blaue Färbung entsteht. Weil die Blaufärber in dieser Phase mit der Arbeit pausiert hätten, wäre aus dem technischen Vorgang des Blaumachens ein allgemeinsprachlicher Ausdruck für „Nichtstun“ entstanden, und auch der Ausdruck blauer Montag soll hieraus abzuleiten sein, weil der Montag der übliche Tag für diese Phase des Blaufärbens gewesen sei.[7] In einer ähnlichen Variante erfolgt die Herleitung so, dass die Färber viel Bier trinken mussten, um den nicht wasserlöslichen Indigo in Bottichen mit Urin auszulösen[8]. Diese Theorie erscheint jedoch fragwürdig, weil die Arbeitsabläufe des Färbens für alle Tage und nicht nur für den Montag galten und in der Phase der Oxidation für die Färber andere Arbeiten anfielen.[9] Außerdem dauert die Oxidationsphase weniger als eine Stunde.

Wiederholtes Blaumachen ist eine Form des Absentismus. Arbeitnehmer unterliegen aufgrund ihres Arbeitsvertrages einer dauerhaften Arbeitspflicht, die ausnahmsweise bei echten Fehlzeiten wie der Arbeitsunfähigkeit außer Kraft gesetzt ist. Dauert die Arbeitsunfähigkeit länger als drei Kalendertage an, ist sie nach § 5 Abs. 1 Satz 2 EFZG durch Vorlage einer entsprechenden ärztlichen Arbeitsunfähigkeitsbescheinigung nachzuweisen. Arbeitsunfähigkeit liegt also im engeren Sinne vor, wenn der Arbeitnehmer dem Arbeitgeber eine Arbeitsunfähigkeitsbescheinigung („Attest“) eines Arztes vorlegt. Der Arbeitgeber ist jedoch berechtigt, die Vorlage der ärztlichen Bescheinigung auch früher zu verlangen. Dies darf er sogar von einem einzelnen Mitarbeiter – etwa, weil dieser im Verdacht steht, blau zu machen. Da Ärzte auch nicht bei jedem vom Patienten geschilderten Krankheitsbild zwischen „echter“ und „vorgetäuschter“ Krankheit unterscheiden können („Gefälligkeitsattest“), dürfen beim Arbeitgeber Zweifel über die Beweiskraft eines Attestes aufkommen.
Blaumachen ist ein Indikator für die Qualität der Arbeitsbedingungen bzw. die Arbeitsfähigkeit und Leistungsbereitschaft von Personen. Blaumachen korreliert unter anderem mit Problemen in der Privatsphäre und motivationalen Faktoren, es kann auch auf fehlender Arbeitszufriedenheit oder mangelnder Arbeitsmotivation beruhen.
Blaumachen kann als physische Flucht interpretiert werden. Eine endgültige Flucht ist die Kündigung zwecks Beendigung des Arbeitsverhältnisses. Zu den weniger endgültigen Formen der physischen Flucht zählen das Blaumachen oder „Krankfeiern“, „Flucht“ in Besprechungen und Gremien, „Sich-Absetzen“ in Form von Dienstreisen oder die innere Kündigung.

## Verwendung in Österreich
Die Freiheitliche Partei Österreichs bezeichnet den Tag nach einer Wahl in Anspielung auf ihre Parteifarbe Blau traditionell als Blauen Montag (in Österreich wird üblicherweise sonntags gewählt). An diesem Tag sind ihre Kandidaten meistens nicht erreichbar und es finden auch keine Sitzungen von Parteigremien statt. Dadurch können selbst führende Persönlichkeiten bei den am Wahlabend stattfindenden Wahlfeiern problemlos sehr ausgiebig feiern.